# Osvaldo Sáez
Osvaldo Sáez Álvarez (13 d'agost de 1923) és un exfutbolista xilè.

## Selecció de Xile
Va formar part de l'equip xilè a la Copa del Món de 1950. També participà en els campionats sud-americans de 1946, 1947 i 1953. Destacà com a jugador del Colo Colo.